# Микаилов, Сархан Самеддинович
Сархан Самеддинович Микаилов (азерб. Sərxan Mikayılov, род. 10 ноября 1975, Баку) — азербайджанский и российский футболист, игрок в мини-футбол. 12 ноября 2015 года дисквалифицирован на 2 года.

## Биография
Сархан Самеддинович Микаилов родился 10 ноября 1975 года в городе Баку Азербайджанской ССР.
Сархан Микаилов является воспитанником азербайджанского футбола, по национальности лезгин. С 2009—2011 год выступал в Суперлиге за мини-футбольный клуб Норильский никель (Норильск). Также выступал за мини-футбольный клуб Норильский никель—2 (Норильск). Является игроком Сборная Азербайджана по мини-футболу. Был игроком мини-футбольного клуба Арбитраж (Курган), за курганский клуб провел 5 игр и забил 4 гола. Ныне является игроком мини-футбольного клуба Вираж (Ноябрьск), за ноябрьский клуб провел 18 игр и забил 21 гол.
Сархан Микаилов один из немногих игроков МФК Вираж, кто выступал ранее в Суперлиге (то есть в элите русского мини-футбола) и в Сборной своей страны.

### Дисквалификация
1 ноября 2015 года в городе Кургане Сархан Микаилов, выступавший за «Вираж» из Ноябрьска в дивизионе «Западная Сибирь» высшей лиги чемпионата России, ударил судью Михаила Александровича Затеева (род. 21 февраля 1990 года) во время матча первого тура с «Курганом». Конфликт произошёл после того, как Микаилов дважды упал в борьбе с игроком «Кургана» Константином Васильевичем Поляковым (род. 17 декабря 1985 года), однако судья отдал мяч хозяевам, зафиксировав нарушение со стороны футболиста «Виража». Микаилов, возмущенный решением арбитра, нецензурно выругался в его адрес и бросил мячом в лицо. После того как судья показал игроку красную карточку, Микаилов ударил его в лицо, выбив 2 зуба, и покинул площадку. После инцидента была вызвана полиция, которая забрала футболиста в Первомайский отдел полиции города Кургана. Встреча завершилась победой «Кургана» со счётом 6:1. По словам болельщиков, Сархан Микаилов вел себя вызывающе ещё в первом матче, который состоялся 31 октября 2015 года, однако судья Михаил Затеев отнесся лояльно к известному в Кургане игроку.
12 ноября 2015 года на комиссии контрольно-дисциплинарного комитета Российского футбольного союза вынесено решение в соответствии с ч. 5 статьи 95 Дисциплинарного регламента РФС и п. 16 Приложения № 2 Дисциплинарного регламента РФС, за оказание физического воздействия на официальное лицо матча во время матча запретить осуществлять любую связанную с футболом деятельность игроку и тренеру МФК «Вираж» (Тюмень) Сархану Микаилову сроком на два года и оштрафовать его на 50 тыс. рублей.